# Fred Anton Maier
Fred Anton Maier (ur. 15 grudnia 1938 w Nøtterøy, zm. 9 czerwca 2015 tamże) – norweski łyżwiarz szybki, wielokrotny medalista olimpijski i dwukrotny medalista mistrzostw świata.

## Kariera
Specjalizował się w długich dystansach. Pierwsze sukcesy w karierze osiągnął w 1964 roku, kiedy zdobył dwa medale podczas igrzysk olimpijskich w Innsbrucku. Najpierw zdobył brązowy medal w biegu na 5000 m, ulegając tylko dwóm rodakom: Knutowi Johannesenowi oraz Perowi Ivarowi Moe. Dwa dni później był drugi na dystansie 10 000 m, na którym najlepszy był Szwed Jonny Nilsson. Kolejny medal zdobył na rozgrywanych trzy lata później mistrzostwach świata w Oslo, gdzie był trzeci za dwoma Holendrami: Keesem Verkerkiem i Ardem Schenkiem. Największe sukcesy osiągnął jednak w 1968 roku, zdobywając cztery medale na międzynarodowych imprezach. Najpierw zwyciężył na mistrzostwach Europy w Oslo, a następnie wystąpił na igrzyskach w Grenoble, zdobywając złoto w biegu na 5000 m i srebro na dystansie 10 000 m. W ostatnim biegu wyprzedził go tylko Johnny Höglin ze Szwecji. W 1968 roku zdobył też złoty medal podczas mistrzostw świata w Göteborgu, wyprzedzając innego Norwega, Magne Thomassena oraz Arda Schenka. Był to ostatni medal zdobyty przez Maiera na arenie międzynarodowej. W 1965 roku był mistrzem Norwegii w wieloboju.
Maier uprawiał także kolarstwo szosowe, zdobywając między innymi brązowe medale mistrzostw Norwegii w indywidualnej jeździe na czas w latach 1957 i 1967. Za osiągnięcia w obu sportach w 1967 roku otrzymał Egebergs Ærespris. Rok później został uhonorowany Nagrodą Oscara Mathisena.
Ustanowił jedenaście rekordów świata.

### Mistrzostwa świata
- Mistrzostwa świata w wieloboju
  - złoto – 1968